# Jan Ignác Dlauhoweský
Jan Ignác Dlauhoweský (2. srpna 1909 Němčice – 20. června 1996 Zábrodí (u Červeného Kostelce)) byl český šlechtic z rodu Dlauhoweských z Dlouhévsi. Po sametové revoluci se synem zrestituoval zámek Němčice.

## Původ a život

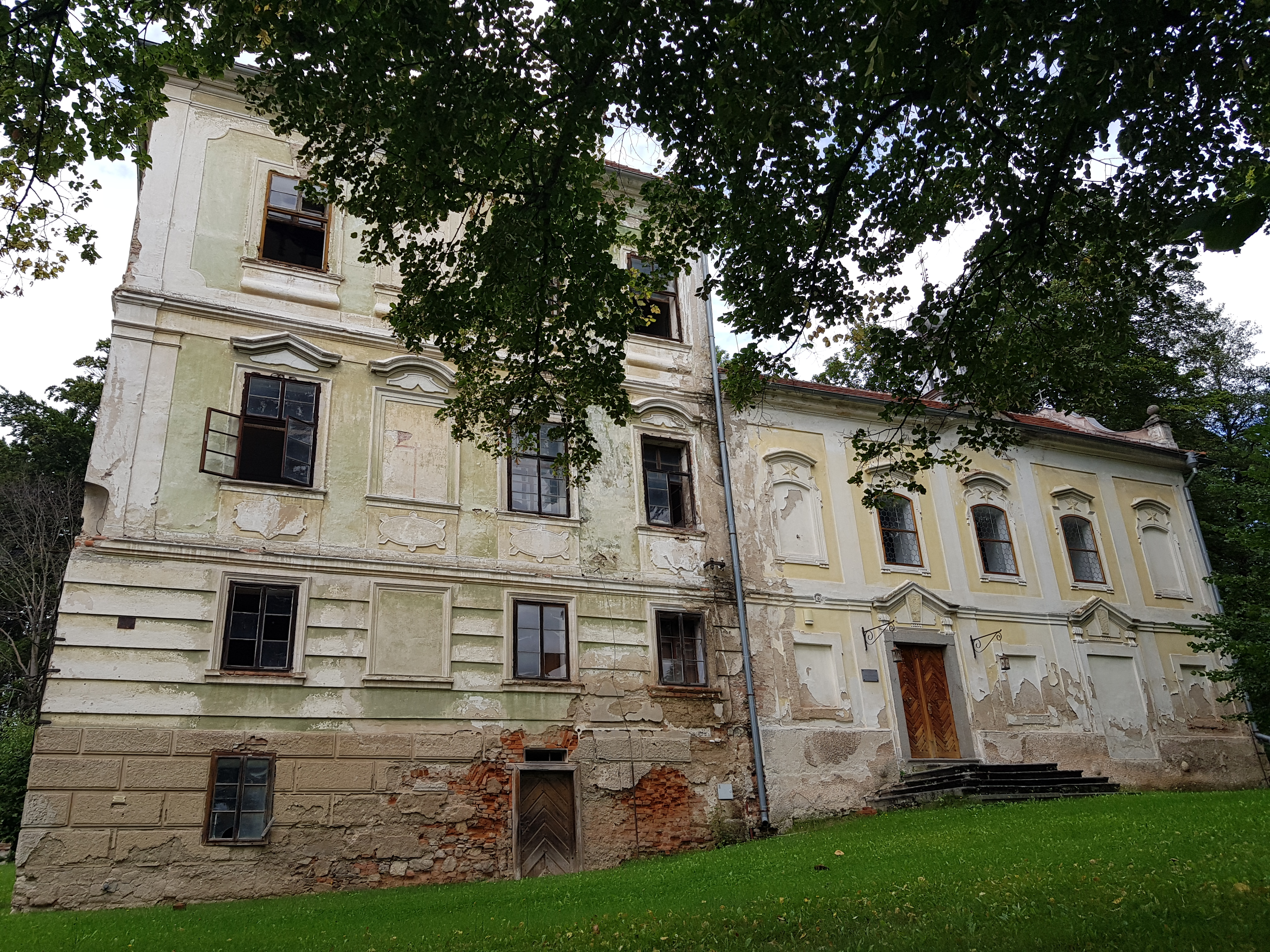
Zámek Němčice v okrese Strakonice

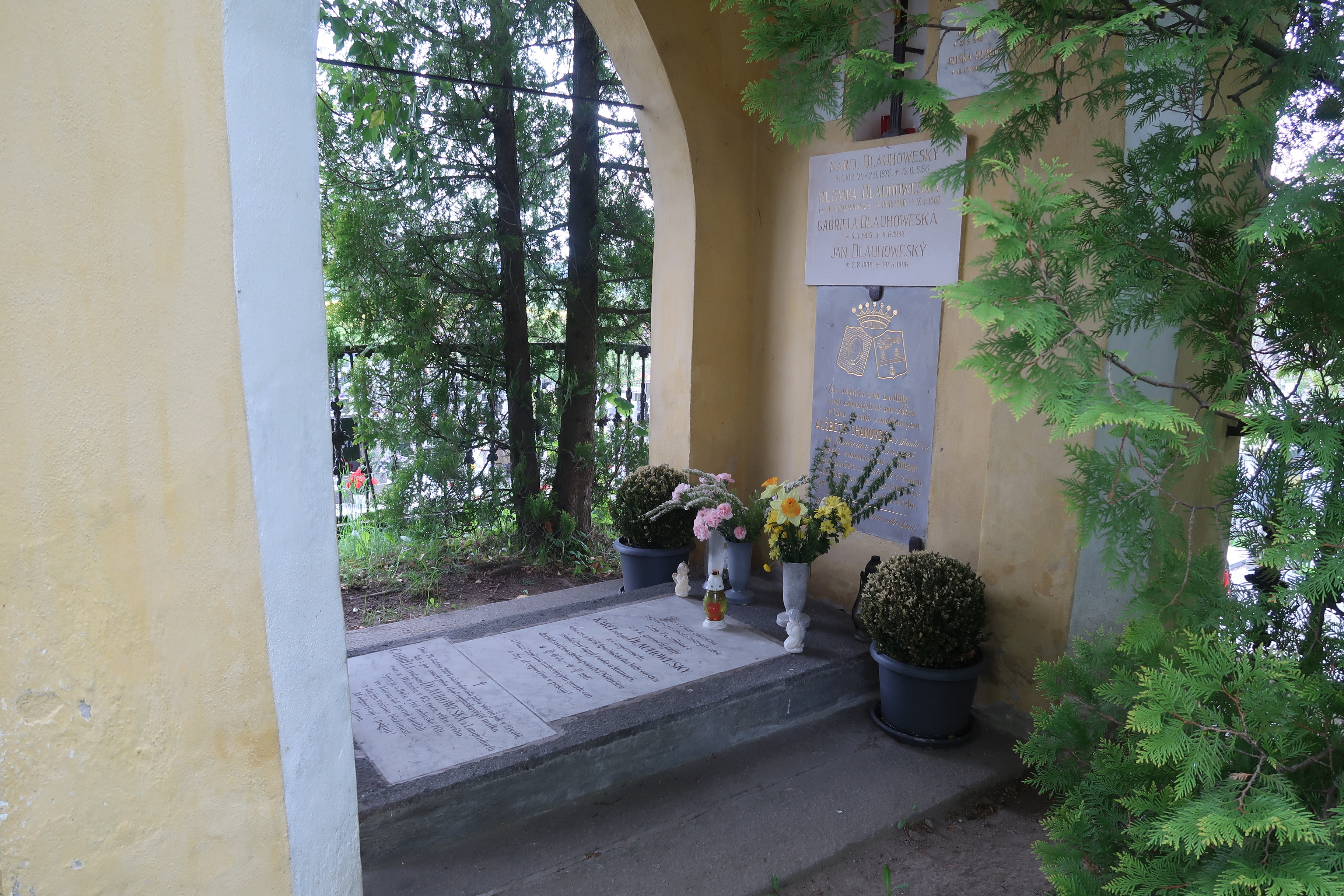
Hrobka Dlauhoweských z Dlouhévsi v Česticích

Narodil se jako starší syn Karla Ludvíka Dlauhoweského z Dlouhévsi (1876–1956) a jeho manželky Hedwigy, roz. Konopka (1880–1969). Jeho sestra Anna (1902–1977) byla členkou Kongregace šedých sester řádu svatého Františka a bratr Karel Felix (1910–1976) byl vystudovaný právník. Ještě měl sestru Gabrielu (1905–1982).
V září 1939 byl on a jeho bratr otcem podepsán pod prohlášení české šlechty o věrnosti českému národu. Po komunistickém puči byl jeho rodičům majetek znárodněn.
V roce 1951 začal vykonávat vojenskou službu u pomocného technického praporu, trvala téměř tři roky. Byla mu přidělena práce zednického přidavače na stavbách. Ocitl se v Komárně, Banské Bystrici a na dalších místech na Slovensku. Po návratu pracoval dva roky jako vedoucí v jejich znárodněné cihelně. Poté dostali příkaz vystěhovat se z Němčic. Přestěhovali se do Smečna, kde mu jeho sestra Anna zařídila místo účetního na zámku, který tehdy sloužil jako internační tábor pro řádové sestry z Trenčína. Po šesti letech se opět museli přestěhovat. Od roku 1961 bydleli v benediktinském klášteře v Broumově, který byl internačním táborem pro řeholnice z celé republiky, Jan Ignác opět zastával pozici účetního. Přestože mohl emigrovat, rozhodl se zůstat v Československu. Ve stáří onemocněl rakovinou.
Byl pohřben v rodinné hrobce v Česticích.

## Rodina
Po válce se 25. září 1945 v Písku oženil s Eliškou Dusilovou (18. 10. 1910 Záměl – 29. 4. 2001 Zábrodí), která neměla urozené předky. Eliška vystudovala učitelský ústav, ale komunisté ji učit nepovolili, proto pracovala ve státním statku. Narodili se jim dva synové:
- 1. Václav (* 16. 8. 1946 Písek)
  - ∞ (28. 12. 1972 Police nad Metují) Jana Lelková (* 17. 5. 1948 Náchod)
- 2. Jan (22. 5. 1948 Písek – 4. 8. 1971 Hradec Králové), zemřel v nemocnici po motocyklové havárii